# Cantonul Châteauneuf-sur-Sarthe
Cantonul Châteauneuf-sur-Sarthe este un canton din arondismentul Segré, departamentul Maine-et-Loire, regiunea Pays de la Loire, Franța.

## Comune
- Brissarthe
- Champigné
- Champteussé-sur-Baconne
- Châteauneuf-sur-Sarthe (reședință)
- Chemiré-sur-Sarthe
- Chenillé-Changé
- Cherré
- Contigné
- Juvardeil
- Marigné
- Miré
- Querré
- Sceaux-d'Anjou
- Sœurdres
- Thorigné-d'Anjou